# (18609) Shinobuyama
(18609) Shinobuyama est un astéroïde de la ceinture principale.

## Description
(18609) Shinobuyama est un astéroïde de la ceinture principale. Il fut découvert le 30 janvier 1998 à Geisei par Tsutomu Seki. Il présente une orbite caractérisée par un demi-grand axe de 2,29 UA, une excentricité de 0,14 et une inclinaison de 5,7° par rapport à l'écliptique.